# Giftsumak
Giftsumak (Toxicodendron) er en planteslægt, der er udbredt i Østasien og Nordamerika. Her nævnes kun de arter, som ses jævnligt i Danmark, eller som har interesse for danskere på rejse.
| Arter |

- Almindelig giftsumak (Toxicodendron radicans)
- Fernisgiftsumak (Toxicodendron vernix)
- Lakgiftsumak (Toxicodendron vernicifluum)
- Voksgiftsumak (Toxicodendron succedaneum)